# パラメーデース

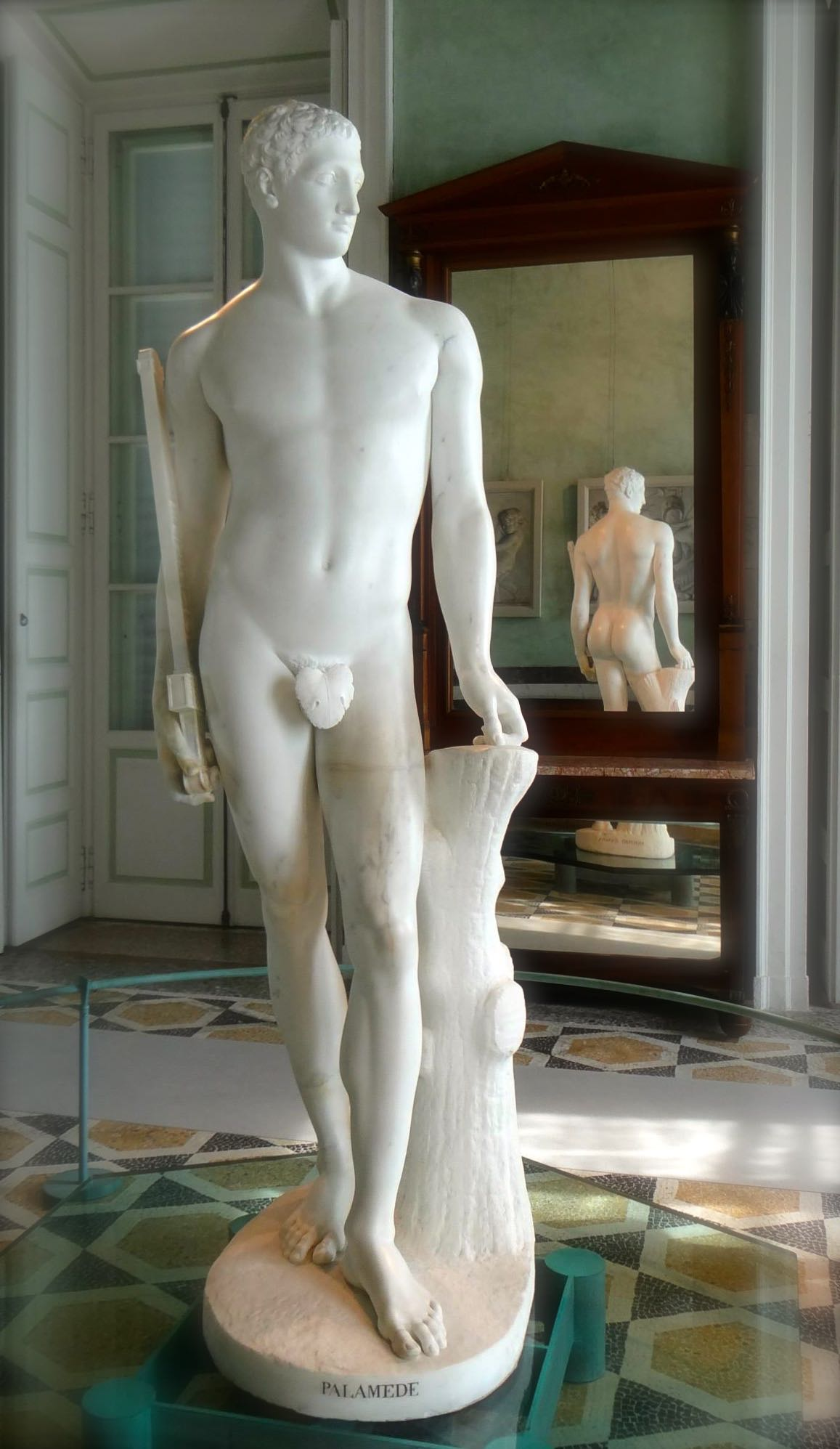
イタリアの彫刻家アントニオ・カノーヴァが制作したパラメーデース像。ヴィラ・カルロッタ所蔵。

パラメーデース（古希: Παλαμήδης, Palamēdēs）は、ギリシア神話に登場する人物である。長音を省略してパラメデスとも表記される。トロイア戦争で戦ったギリシア人の武将の1人。
パラメーデースは知略と弁論に優れた英雄で、イタケー王オデュッセウスがトロイア遠征軍に加わったのはパラメーデースの功績とされる。またギリシア神話における文化英雄のひとりで、ギリシア文字のうちのいくつか、数、度量衡、将棋の駒、賽子などを発明したとされる。

## 系譜伝承

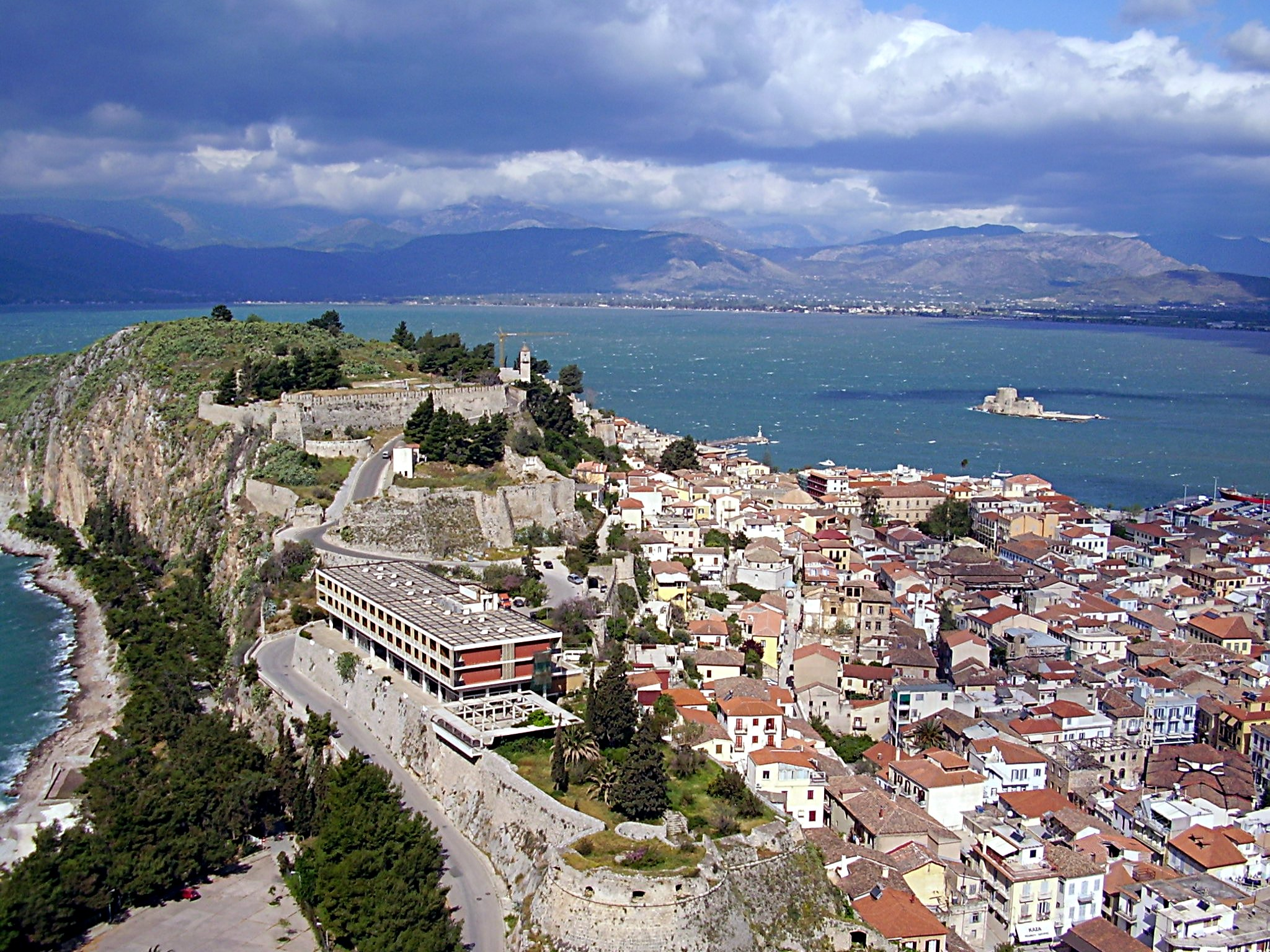
父ナウプリオスが支配したナウプリア。

パラメーデースはアルゴリス地方の都市ナウプリアの王ナウプリオスの息子である。ナウプリオスは、アルゴス王ダナオスの50人の娘たち（ダナイデス）の1人アミューモーネーと海神ポセイドーンの息子で、同名の先祖であるナウプリオスの子孫であり、航海術の達人として知られる。
対して母親はクレーテー島の王カトレウスの娘クリュメネーとされる。彼女はミュケーナイ王アガメムノーンとスパルタ王メネラーオスの母であるアーエロペーの姉妹にあたる。したがって、パラメーデースは父系ではアルゴス王家の血を引き、母系ではクレーテー王家の血を引いている。そのため後代のクレーテーのディクテュスは、パラメーデースとアガメムノーン・メネラーオス兄弟とを親しい間柄として描いている。
母親については他にもピリュラー、ヘーシオネーとする説もある。
兄弟にオイアクス、ナウシメドーンがいるほか、リビュエーという名前の娘がおり、ヘルメース神との間にリビュスという子を生んだと伝えられている。

## 神話

### オデュッセウスの嘘を見抜く
トロイア戦争ではアカイア勢に参加した。彼らはオデュッセウスに遠征軍参加を要請するため、イタケー島に赴いた。しかし遠征で国を離れることを嫌ったオデュッセウスは狂人のふりをして従軍を避けようとした。アポロドーロスによると、パラメーデースはオデュッセウスの狂気が偽りであることを見抜き、彼の妻ペーネロペーが抱いている息子テーレマコスを奪い取って、剣を抜いて殺すかのごとくに振るまった。するとオデュッセウスはテーレマコスを心配するあまり、自ら偽りであることを白状して遠征軍に加わった。
ヒュギーヌスによると、オデュッセウスは狂人のふりをして、鋤を馬と牛につないで畑を耕した。しかしパラメーデースは狂気が偽りであることを見抜き、籠からテーレマコスを奪い取って、オデュッセウスが耕している鋤の前に置き、狂人のふりを止めて遠征軍に加わるよう説得した。オデュッセウスはしぶしぶ了承したが、このときのパラメーデースの行動により、オデュッセウスの深い憎しみを買った。

### 謀殺

#### アポロドーロス
その後、パラメーデースはオデュッセウスの謀略により、アガメムノーンからトロイア勢との内通を疑われて処刑されることとなった。アポロドーロスによると、オデュッセウスはまずプリュギア人を捕虜にすると、パラメーデースがトロイア王プリアモスと内通していることを示す偽りの手紙を書かせた。さらにパラメーデースのテントの中に黄金を埋めたうえで、用意しておいた偽の内通の手紙を、アガメムノーンの手に渡るようにアカイア人の陣営の中に落とした。アガメムノーンは手紙を読むと、パラメーデースのテントを調べて黄金を発見し、パラメーデースを裏切り者として石打ちの刑で殺した。

#### ヒュギーヌス
ヒュギーヌスの物語はアポロドーロスの摘要と比べてより詳細である。それによると、オデュッセウスは部下をアガメムノーンのもとに送り、夢のお告げにより1日だけ陣営を他所に移さなければならないと報告させた。そしてアガメムノーンが陣営を移動させると、夜の間にパラメーデースのテントがあった場所に大量の黄金を埋めておいた。またパラメーデースの内通の証拠となる手紙を自ら用意して、プリュギア人の捕虜に渡し、プリアモスに送り届けるよう言って解放したのち、アカイアの陣営から離れたところで部下に殺させた。
翌日、陣営が元の場所に戻ると、プリュギア人捕虜の遺体から発見された手紙が兵士によってアガメムノーンに届けられた。そこにはプリアモスからパラメーデースに宛てて、アガメムノーンの陣営の位置を教えてくれたなら黄金を進呈することが約束されていた。捕えられたパラメーデースは事実無根であることを主張したが、パラメーデースのテントから大量の黄金が発見されたため、アガメムノーンは手紙の内容は事実であると信じ、パラメーデースを処刑した。

#### ピロストラトス
他の説ではオデュッセウスはパラメーデースを陥れるために、他の武将を陰謀に加担させた。ピロストラトスによると、オデュッセウスはアキレウスがパラメーデースとともに戦場に赴いているときを見計らい、アガメムノーンにアキレウスが遠征軍の指揮権を欲しており、パラメーデースをその交渉役にするつもりであると讒言し、アキレウスとは距離を置けばいいが、頭がよく回るパラメーデースは殺さなければならないと進言した。そのうえでパラメーデースを殺すために用意している策略について説明した。そこでアガメムノーンはパラメーデースの謀殺を了承すると、パラメーデースのみを呼び戻し、プリュギア人から送られた黄金に釣られて内通したとして処刑した。処刑の際、パラメーデースは嘆願をせず、嘆きの言葉を漏らすこともなかった。その代わりに「我は汝を不憫に思うぞ、真実よ、汝のほうが我よりも先に死に絶えたのだからな」と言い、自ら石打ちの刑を受けた。
処刑後、パラメーデースの遺体はアキレウスと大アイアースによって、小アジアのアイオリス地方に埋葬された。アガメムノーンは各将に対してパラメーデースの遺体を運んで埋葬することも、土で覆って聖化することも禁じ、破った者を死刑にすると布告した。しかし大アイアースはパラメーデースの死に涙して、彼の遺体を運び去って埋葬した。その後、大アイアースはギリシア人が共同で使用する場所には近づこうとせず、戦闘にも参加しなかったが、ギリシア人が苦戦すると怒りを収めて、戦列に復帰した。一方でアキレウスは長々と怒り続けた。彼はパラメーデースのことを竪琴で歌い、英雄の讃歌を歌った。またヘルメース神の儀式を行って、パラメーデースが夢枕に立つよう祈ることさえした。

#### 他の説
なお、パラメーデースの死に関しては異説もある。散逸した叙事詩『キュプリア』によれば、パラメーデースは釣りの最中にオデュッセウスとディオメーデースによって溺死させられた。ストラボーンもパラメーデースは暗殺されたと述べている。クレーテーのディクテュスは、オデュッセウスとディオメーデースに騙されて井戸に降りたところを、大石を投げ落とされて死んだと述べている。

### 報復
このパラメーデースの死はトロイア戦争後、アガメムノーン一族の悲劇をはじめとして、多くのアカイア人が破滅する原因となった。ともに遠征に参加していた兄弟のオイアクスが、パラメーデースの死を帰国する船の櫂に書いて送ったため、父ナウプリオスは息子の死を知り、アカイアの陣営を訪れて賠償を求めた。しかし相手にされなかったため、報復としてギリシア各地をめぐり、武将の妻たちが夫の留守中に不貞を働くよう仕向けた。さらにナウプリオスはアカイア人の帰国を知り、夜にカペーレウス山で狼煙を上げた。すると多くのアカイア人の船団が港と勘違いして、陸に向かって接近し、カペーレウス沖の岩礁で難破して、海の藻屑と消えた。また無事に岸まで泳ぎついた者はナウプリオスの手で殺された。しかし死後のパラメーデースはギリシア人の欺瞞を許していたので、彼らの破滅は望むところではなかったという。

## 文化英雄

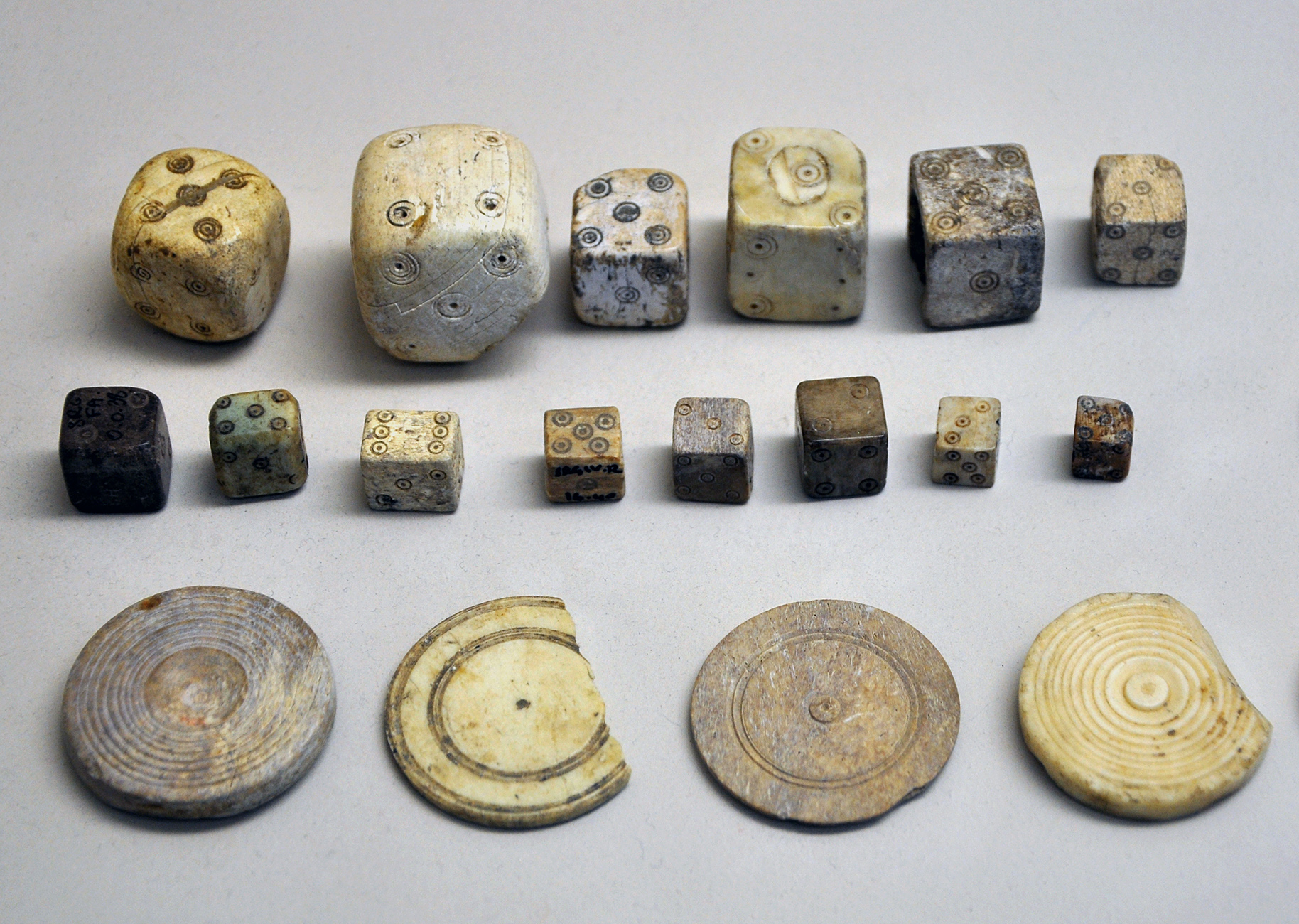
ローマ時代の賽子。

パラメーデースは優れた知者であり、ケンタウロスの賢者ケイローンに学んだと言われる一方で、ケイローンのもとへ学びに来たときにはすでに、独学でケイローンを越える知識を備えていたとさえ言われることがある。
ギリシア神話では様々な発明がパラメーデースに帰されており、人々に種々の恩恵をもたらした人物と考えられていた。たとえばアイスキュロスの散逸した悲劇『パラメーデース』によると、かつてギリシア全土は混乱した野獣に等しい状態であったが、パラメーデースはそれを整備し、最初に数を発見した。また軍組織を整備して軍司令官や百人隊長を設け、食事を朝食・昼食・夕食の3つに定め、さらに星々の運行を人々に教えた。ピロストラトスも、パラメーデース以前は季節も月の巡りも定められておらず、掟も、秤や物差しもなく、数を数えることも行われていなかったと述べている。
いくつかの伝承によるとパラメーデースは文字を発明した。エウリーピデースによると、パラメーデースは子音と母音を結びつけて文字を発明した。ヒュギーヌスはパラメーデースがギリシア文字のうち11文字を発明したと述べ、大プリニウスはトロイア戦争の間にΖ・Ψ・Φ・Χの4文字を発明したと述べている。
パラメーデースは娯楽の発明者でもあった。ソポクレースによると飢餓で苦しむ戦士たちが気を紛らわせることができるように、将棋の駒や賽子を発明した。この伝承はアルゴスでは有名であったらしく、同市内のテュケー女神の神殿には、パラメーデースが制作し、奉納したと伝えられる賽子があった。またアルゴス人は将棋のことを「パラメーデースの駒」と呼んでいた。

## 英雄崇拝
ピロストラトスによると、アイオリス人は早くからパラメーデースを崇拝していた。彼らはレスボス島の都市メーテュムナーおよび同島のレペテュムノン山と向き合った位置に神殿を建設し、武装した姿のパラメーデース像を置いた。また海沿いの都市の人々が集まり、パラメーデースに犠牲を捧げた。パラメーデースは、トロイアや彼が埋葬された土地では、しばしば霊の姿で人々の前に現れると信じられていた。

## 系図
|                |                |                |                |                |                |  |  | ミーノース   |              |              |              |              |              |  |  |                |                |                |                |                |                |  |  |              |              |              |              |              |              |  |  |                  |                  |                  |                  |                  |                  |  |  |                  |                  |                  |                  |                  |                  |  |  |  |  |  |  |
|                |                |                |                |                |                |  |  |              |              |              |              |              |              |  |  |                |                |                |                |                |                |  |  |              |              |              |              |              |              |  |  |                  |                  |                  |                  |                  |                  |  |  |                  |                  |                  |                  |                  |                  |  |  |  |  |  |  |
|                |                |                |                |                |                |  |  | カトレウス   |              |              |              |              |              |  |  |                |                |                |                |                |                |  |  |              |              |              |              |              |              |  |  |                  |                  |                  |                  |                  |                  |  |  |                  |                  |                  |                  |                  |                  |  |  |  |  |  |  |
|                |                |                |                |                |                |  |  |              |              |              |              |              |              |  |  |                |                |                |                |                |                |  |  |              |              |              |              |              |              |  |  |                  |                  |                  |                  |                  |                  |  |  |                  |                  |                  |                  |                  |                  |  |  |  |  |  |  |
|                |                |                |                |                |                |  |  |              |              |              |              |              |              |  |  |                |                |                |                |                |                |  |  |              |              |              |              |              |              |  |  |                  |                  |                  |                  |                  |                  |  |  |                  |                  |                  |                  |                  |                  |  |  |  |  |  |  |
| アーエロペー   | アーエロペー   | アーエロペー   | アーエロペー   | アーエロペー   | アーエロペー   |  |  | アトレウス   | アトレウス   | アトレウス   | アトレウス   | アトレウス   | アトレウス   |  |  | ナウプリオス   | ナウプリオス   | ナウプリオス   | ナウプリオス   | ナウプリオス   | ナウプリオス   |  |  | クリュメネー | クリュメネー | クリュメネー | クリュメネー | クリュメネー | クリュメネー |  |  | アルタイメネース | アルタイメネース | アルタイメネース | アルタイメネース | アルタイメネース | アルタイメネース |  |  | アペーモシュネー | アペーモシュネー | アペーモシュネー | アペーモシュネー | アペーモシュネー | アペーモシュネー |  |  |  |  |  |  |
| アーエロペー   | アーエロペー   | アーエロペー   | アーエロペー   | アーエロペー   | アーエロペー   |  |  | アトレウス   | アトレウス   | アトレウス   | アトレウス   | アトレウス   | アトレウス   |  |  | ナウプリオス   | ナウプリオス   | ナウプリオス   | ナウプリオス   | ナウプリオス   | ナウプリオス   |  |  | クリュメネー | クリュメネー | クリュメネー | クリュメネー | クリュメネー | クリュメネー |  |  | アルタイメネース | アルタイメネース | アルタイメネース | アルタイメネース | アルタイメネース | アルタイメネース |  |  | アペーモシュネー | アペーモシュネー | アペーモシュネー | アペーモシュネー | アペーモシュネー | アペーモシュネー |  |  |  |  |  |  |
|                |                |                |                |                |                |  |  |              |              |              |              |              |              |  |  |                |                |                |                |                |                |  |  |              |              |              |              |              |              |  |  |                  |                  |                  |                  |                  |                  |  |  |                  |                  |                  |                  |                  |                  |  |  |  |  |  |  |
|                |                |                |                |                |                |  |  |              |              |              |              |              |              |  |  |                |                |                |                |                |                |  |  |              |              |              |              |              |              |  |  |                  |                  |                  |                  |                  |                  |  |  |                  |                  |                  |                  |                  |                  |  |  |  |  |  |  |
| アガメムノーン | アガメムノーン | アガメムノーン | アガメムノーン | アガメムノーン | アガメムノーン |  |  | メネラーオス | メネラーオス | メネラーオス | メネラーオス | メネラーオス | メネラーオス |  |  | パラメーデース | パラメーデース | パラメーデース | パラメーデース | パラメーデース | パラメーデース |  |  | オイアクス   | オイアクス   | オイアクス   | オイアクス   | オイアクス   | オイアクス   |  |  | ナウシメドーン   | ナウシメドーン   | ナウシメドーン   | ナウシメドーン   | ナウシメドーン   | ナウシメドーン   |  |  |                  |                  |                  |                  |                  |                  |  |  |  |  |  |  |